# Gunnar Härenstam
Gunnar Härenstam, född 6 april 1914 i Nässjö församling i Jönköpings län, död 20 september 2008 i Värnamo församling i Jönköpings län, var en svensk bankdirektör.
Gunnar Härenstam var son till bankkamrer Emil Härenstam och Elfrid Johanson samt brorson till Alfred Härenstam. Efter realexamen 1932 läste han vid Göteborgs Handelsinstitut och avlade examen där 1934. Han anställdes vid Göteborgs handelsbank 1935, fortsatte vid Göteborgs bank i Tranås, Svenljunga, Kinna, Björketorp, Stockholm och Gislaved under tiden 1949–1960. Han var sedan direktör för Smålands bank i Värnamo från 1960. Härenstam avlade reservofficersexamen 1940 och blev kapten i I 12:s reserv 1953.
Han gifte sig 1940 med Britta Claeson (1918–2007), dotter till bankdirektören Ernst Claeson och Willy Svahn. De fick tre barn: Göran (född 1944), Gunilla (född 1948) och Björn (född 1954).